# Диамантина (микрорегион)

Диамантина на карте.

Диамантина (порт. Microrregião de Diamantina) — микрорегион в Бразилии, входит в штат Минас-Жерайс. Составная часть мезорегиона Жекитиньонья. Население составляет 82 707 человек (на 2010 год). Площадь — 7367,383 км². Плотность населения — 11,23	 чел./км².

## Демография
Согласно сведениям, собранным в ходе переписи 2010 г. Национальным институтом географии и статистики (IBGE), население микрорегиона составляет:						
| Полное население                             | Полное население                             | Полное население                             | Полное население                             | 82 707 |
| -------------------------------------------- | -------------------------------------------- | -------------------------------------------- | -------------------------------------------- | ------ |
| в том числе:                                 | Городское население                          | 63 219                                       | Процент городского населения, %              | 76,44  |
|                                              | Сельское население                           | 19 488                                       | Процент сельского населения, %               | 23,56  |
|                                              | Мужское население                            | 40 414                                       | Процент мужского населения, %                | 48,86  |
|                                              | Женское население                            | 42 293                                       | Процент женского населения, %                | 51,14  |
| Плотность населения, чел/км²                 | Плотность населения, чел/км²                 | Плотность населения, чел/км²                 | Плотность населения, чел/км²                 | 11,23  |
| Население микрорегиона в % к населению штата | Население микрорегиона в % к населению штата | Население микрорегиона в % к населению штата | Население микрорегиона в % к населению штата | 0,42   |

## Статистика
- Валовой внутренний продукт на 2003 год составляет 236 826 003,00 реалов (данные: Бразильский институт географии и статистики).
- Валовой внутренний продукт на душу населения на 2003 год составляет 2889,44 реалов (данные: Бразильский институт географии и статистики).
- Индекс развития человеческого потенциала на 2000 год составляет 0,720 (данные: Программа развития ООН).

## Состав микрорегиона
В составе микрорегиона включены следующие муниципалитеты:
1. Коту-ди-Магальяйнс-ди-Минас
2. Датас
3. Диамантина
4. Фелисиу-дус-Сантус
5. Говея
6. Президенти-Кубичек
7. Сенадор-Модестину-Гонсалвис
8. Сан-Гонсалу-ду-Риу-Прету